# Niaqornaq
Niaqornaq [niɑˈqɔnːɑq] (nach alter Rechtschreibung Niaĸornaĸ) ist eine wüst gefallene grönländische Siedlung im Distrikt Narsaq in der Kommune Kujalleq.

## Lage
Niaqornaq liegt im Südosten der Halbinsel Niaqornap Nunaa am Ikersuaq (Bredefjord) und elf Kilometer nordnordwestlich von Narsaq.

## Geschichte
Niaqornaq war bereits im 19. Jahrhundert bewohnt. Ab 1911 war Niaqornaq Teil der Gemeinde Narsaq.
Im Jahr 1919 lag die Einwohnerzahl bei 51 Personen, die in zehn Häusern lebten. Unter den Bewohnern waren neun Jäger, zwei Fischer und ein unausgebildeter Katechet. Die Bevölkerung ernährte sich vor allem von der Robben- und Fuchsjagd.
Bis 1930 war die Einwohnerzahl bereits auf 91 gestiegen und 1943 lebten 121 Menschen am Wohnplatz. Die Zahl sank anschließend wieder rasant. Ab 1950 gehörte Niaqornaq zur neuen Gemeinde Narsaq. 1953 lebten noch 59 Menschen in Niaqornaq und bereits ein Jahr später verließen die letzten acht Menschen den Ort.